# Legumă

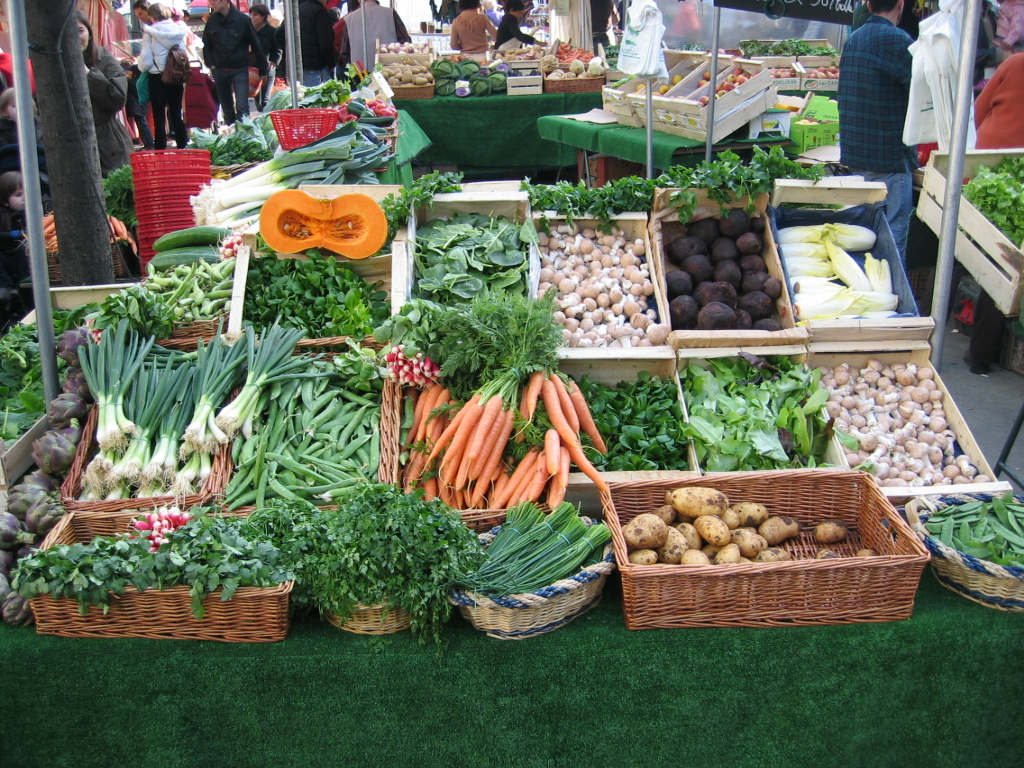
Legume în piață

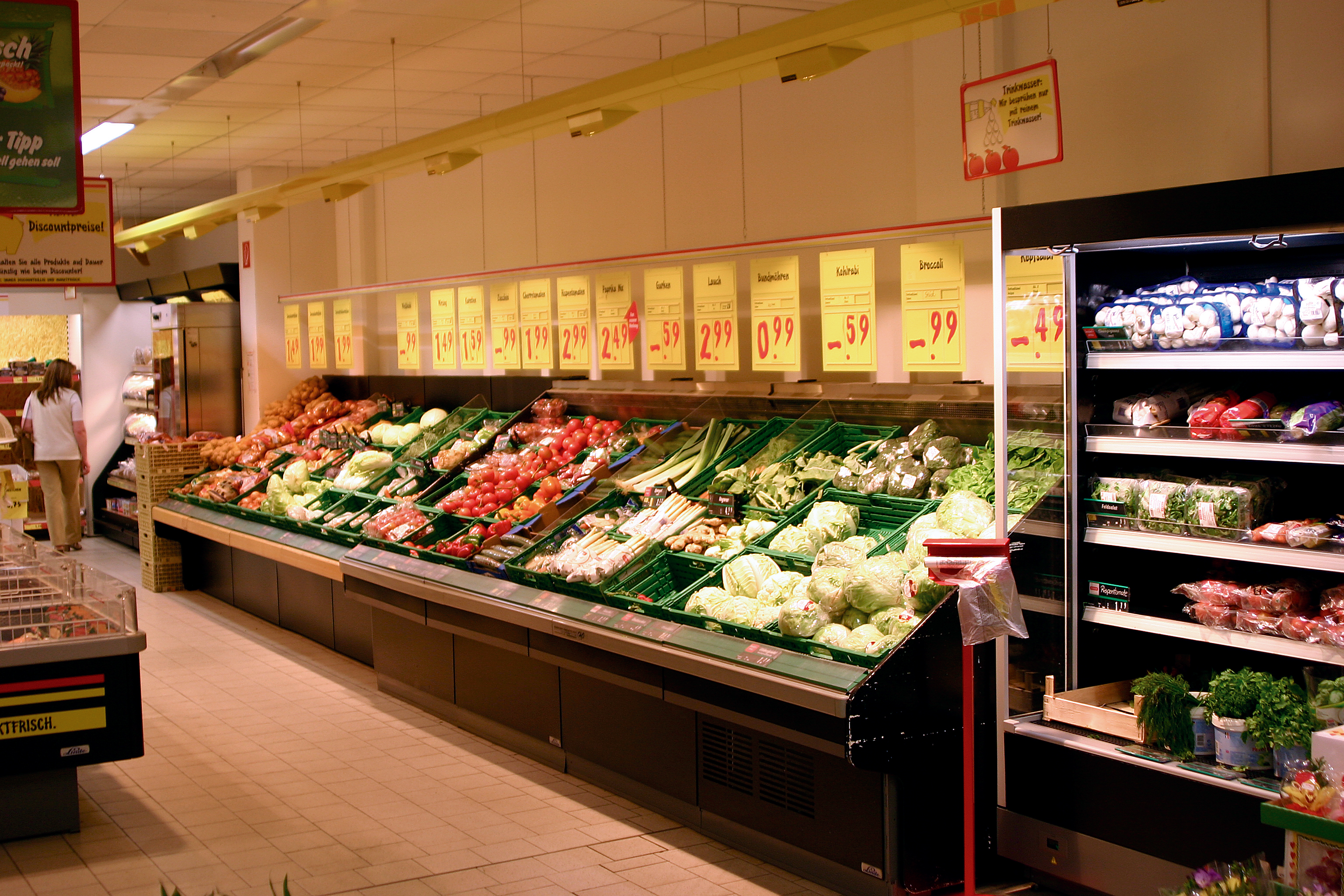
Legume în magazin

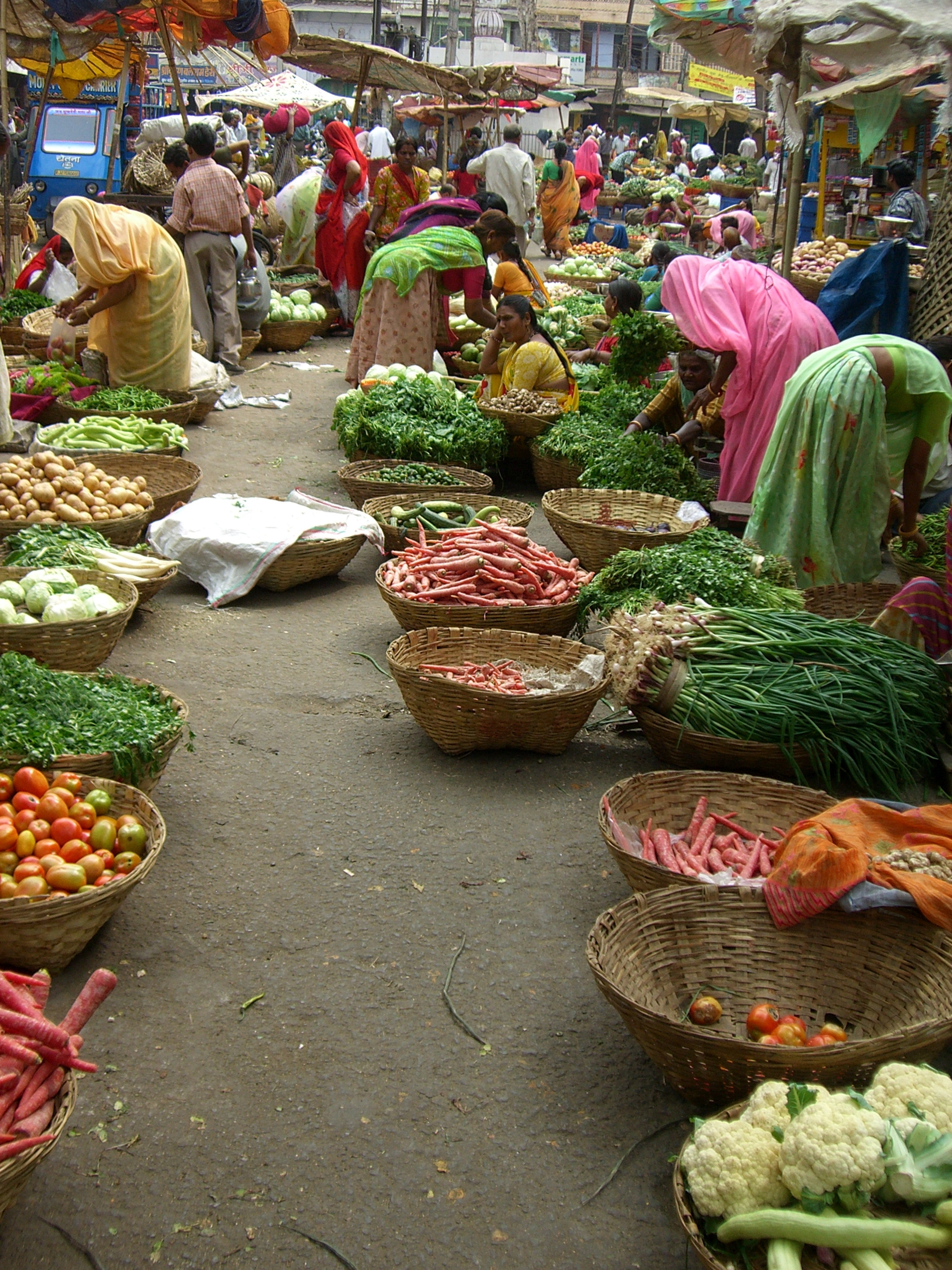
Piață în Udaipur

Legumă este un termen culinar generic care desemnează orice parte a unei plante consumată uzual de oameni ca hrană, fiind o plantă cultivată sau necultivată care este cunoscută și apreciată de cultura populației locale, dar nu face parte din următoarele categorii culinare: cereale, fructe, ierburi sau mirodenii.
Aceste plante fiind apreciate datorită conținutului lor în substanțe nutritive ca hidrocarbonate, proteine, grăsimi vegetale, vitamine, substanțe minerale, uleiuri eterice, acestea din urmă având rol important în digestie.

Ardei, castravete, cartof, salată, porumb

Legumele pot fi clasificate după o serie de criterii:
- Legume de câmp care se cultivă pe ogor sub cerul liber.
- Legume de seră
- Legume după partea folosită ca rădăcina, frunzele, sau alte părți ale plantei
- Legume după familia din care face planta parte

## Caractere ce o diferențiază de fructe
- În general legumele, spre deosebire de fructe, se fierb înainte de-a fi mâncate, cu toate că și legumele se consumă tot mai mult şi în stare crudă.
- În cazul legumelor se consumă planta întreagă sau anumite părți ale ei, pe când la fructe numai fructul plantei.

## Subîmpărțirea legumelor
Astfel, avem legume cu frunze (de exemplu salata), rădăcinoase (morcovul), lujeri (ceapa), legume cu inflorescență (conopida) și fructe botanice cum ar fi fasolea verde, castraveții, dovlecii, roșiile, avocado etc. precum și semințele imature ale unor plante cum ar fi mazărea și fasolea, sau plante care se folosesc numai la îmbunătățirea gustului ca pătrunjel, mărar, leuștean.